# Argenticytheretta minipunctata
Argenticytheretta minipunctata is een mosselkreeftjessoort uit de familie van de Trachyleberididae. De wetenschappelijke naam van de soort is voor het eerst geldig gepubliceerd in 1979 door Sanguinetti.